# О’Нилл, Терри
Теренс Патрик «Терри» О’Нилл (англ. Terry O'Neill; 30 июля 1938 года, Лондон — 16 ноября 2019 года) — английский фотограф. Получил известность как фэшн-фотограф и автор звёздных фотосессий. В 2011 году награждён медалью, посвящённой столетию Королевского общества фотографов (англ.) за вклад в фотоискусство.

## Биография
Терри О’Нилл начинал свою трудовую деятельность в лондонском аэропорту Хитроу. Однажды он сфотографировал мирно спящего в зале человека, оказавшегося министром внутренних дел Великобритании. Фото имело огромную популярность и сделало его автора широко известным. Затем О’Нилл был приглашён в издание The Daily Sketch в 1959 году, а его первой профессиональной работой была фотосессия с Лоренсом Оливье.
Кроме фотосессий со знаменитостями (Джуди Гарленд, The Beatles, Rolling Stones и пр.), Терри также известен своей работой с членами королевской семьи и известными политиками.
К числу самых значимых фотографий Терри О’Нилла относятся портреты Элтона Джона (часть их была включена в книгу 2008 года «Элтонография») и серии снимков американской актрисы Фэй Данауэй (одна из чёрно-белых работ с Данауэй находится в постоянной коллекции Национальной портретной галереи в Лондоне).

## Личная жизнь
Был женат на актрисах Вере Дэй (англ.) и Фэй Данауэй. С Данауэй он состоял в многолетних отношениях, а в официальном браке — с 1983 по 1986 годы. В 1980 году у пары родился сын Лиам Данауэй О’Нилл. В 2003 году американский таблоид Star утверждал, что Лиам — их приёмный сын, что всячески опровергалось самой актрисой.
В последнее время Терри был женат на Лорейн Эштон, бывшем исполнительном директоре модельного агентства.